# Sebastian Banaszczyk
Sebastian Banaszczyk (ur. 24 lutego 1975. w Świdnicy, zm. 2 lutego 2022) – polski aktor i muzyk.
W 1998 ukończył studia na Wydziale Aktorskim Państwowej Wyższej Szkoły Teatralnej we Wrocławiu. Od 1999 aktor Teatru im. Adama Mickiewicza w Częstochowie, debiutował Weselem w reżyserii Adama Hanuszkiewicza. Występował w Czyż nie dobija się koni? (reż. Magdalena Piekorz), Czechow: żarty z życia (reż. Andrzej Bubień), Przyjazne dusze (reż. Jerzy Bończak), Kometa nad Doliną Muminków (reż. Igor Gorzkowski), Testosteron (reż. Andrzej Saramonowicz) Współpracował z Teatrem Dramatycznym w Wałbrzychu i Teatrem STU w Krakowie.
W 2006 założył ambientowy projekt muzyczny Bionulor. Był twórcą muzyki do spektakli teatralnych (m.in. Koriolan Teatru Powszechnego w Warszawie i SKAZAna Teatru im. Mickiewicza w Częstochowie).